# Лакуло (Ријети)
Лакуло је насеље у Италији у округу Ријети, региону Лацио.
Према процени из 2011. у насељу је живело 17 становника. Насеље се налази на надморској висини од 988 м.